# Чтец (роман)
«Чтец» (нем. Der Vorleser) — роман-бестселлер немецкого юриста и писателя Бернхарда Шлинка. Опубликован на немецком в 1995 году, на английском в 1997. Переведён на 39 языков и получил ряд престижных наград. «Чтец» — первый немецкий роман, попавший в список бестселлеров «Нью-Йорк Таймс», общий тираж — несколько миллионов экземпляров. По роману снят одноимённый фильм британским режиссёром Стивеном Долдри с Кейт Уинслет и Рэйфом Файнсом в главных ролях.

## О книге
В романе поднимаются такие сложные и часто табуированные темы, как:
- Вопрос виновности
- Нацистский режим
- Отношения между людьми с большой разницей в возрасте
- Неграмотность

Газета The Guardian отметила, что, несмотря на все затрагиваемые темы, эта книга о прощении. Впрочем, ссылаясь на автора произведения, речь не идёт об искуплении вины за военные преступления, совершённые героиней романа.
Вдохновением для истории послужила серость восточного Берлина в январе 1990, когда Б. Шлинк приехал в город в качестве приглашённого профессора.
Книга включена в ряд образовательных программ в гимназиях Германии, абитуриенты часто выбирают её в качестве темы для экзаменационных сочинений.

## Сюжет
Роман описывает разрыв между поколениями в Германии, осмысление молодыми немцами преступлений периода Холокоста. Главные герои — Михаэль Берг и Ханна Шмиц. Повествование охватывает почти 40-летний период с 1958 по 1990 в Западной Германии — в городе Гейдельберг.
По сюжету 15-летний школьник Михаэль Берг знакомится с 36-летней кондуктором трамвая Ханной Шмиц. Между ними возникает роман. Ханна регулярно просит Михаэля читать ей книги. Через несколько месяцев она внезапно исчезает.
Через 8 лет студент-юрист Михаэль попадает на показательный процесс над надсмотрщицами концлагеря Освенцим. Среди подсудимых он узнает Ханну. Её и других надсмотрщиц обвиняют в том, что она во время бомбёжки и начавшегося вслед за ней пожара не открыла двери 300 еврейским женщинам, которые укрывались в церкви и заживо там сгорели. Доказательством вины служит рапорт, якобы написанный Ханной.
Михаэль осознаёт, что на самом деле Ханна неграмотна и поэтому она просила читать ей книги, которые сама прочесть не могла. Соответственно и рапорт написать она тоже не могла. Он хочет ей помочь, но не делает этого.
Ханна осуждена на пожизненное заключение, остальные — на сравнительно небольшие сроки.
На восьмом году заключения Ханны Михаэль начинает начитывать на магнитофон некоторые книги, которые он читал ей ранее в прошлом. Магнитофонные записи этих книг он отправляет ей в тюрьму. Так, Ханна, сопоставляя аудиозаписи с текстом одноимённых книг, которые она выписывала из тюремной библиотеки, учится читать. После 18 лет заключения суд освобождает её. Михаэль единственный знакомый ей человек. За неделю до её освобождения они видятся в тюрьме. Ханну волнует его отношение к ней, а Михаэля — её раскаяние в преступлении против человечества. За день до выхода на свободу Ханна решает повеситься в своей одиночной камере. В своей посмертной записке она оставляет заработанные за годы заключения деньги бывшей узнице Освенцима, одной из двух выживших в трагедии в церкви.

## Оценки
В целом роман был принят положительно, однако звучали и критические высказывания.
В интервью газете Frankfurter Allgemeine Zeitung Бернхард Шлинк протестовал против некоторых «неправильных толкований» романа:
- Ханна Шмиц невиновна, потому что она была неграмотной;
- люди моральны, если получают образование;
- Ханна Шмиц поняла свою вину, научившись читать.

Среди критических отзывов Джереми Адлер в Süddeutsche Zeitung обвинил автора в «культурной порнографии» и упрощении истории. Историк Дебора Липштадт считает, что изображение нацистских преступников как людей, у которых не было выбора, некорректно. Противопоставление бедных неграмотных палачей богатым и успешным жертвам, по мнению Липштадт, представляет собой переписывание истории.

## Награды
- Hans-Fallada-Preis[нем.] (1997)
- Prix Laure Bataillon (для переводной литературы) (1997)
- Литературная премия журнала Die Welt (1999)
- Evangelischer Buchpreis[нем.] (2000)
- Eeva-Joenpelto-Preis[нем.], Финляндия (2001)
- 14-е место в списке лучших книг ZDF-Lieblingsbücher 2004[нем.]